# Trappistinnenkloster Benaguacil
Das Trappistinnenkloster Benaguacil ist seit 1965 ein spanisches Kloster der Trappistinnen in Benaguacil in der Provinz Valencia.

## Geschichte
Das seit 1265 in Valencia bestehende (von Kloster Vallbona gegründete) Zisterzienserinnenkloster Santa Maria de Gratia Dei (auch: La Zaidía oder: La Zaydía) wurde 1954 in den Zisterzienserorden der Strengeren Observanz (Trappistinnen) inkorporiert. Die immer schon von Überschwemmungen geplagte Niederlassung wurde (nach neuerlicher Überschwemmung 1957) aufgegeben und 1965 in ein neu erbautes Kloster nach Benaguacil (25 Kilometer nordwestlich Valencia) verlegt.
Obere und Äbtissinnen:
- Margarita Antich Gran (1954–1958)
- Celina Noguerra (1959–1965)
- Gema Frasquet Serra (19651–967)
- Perpetuo Socorro Abeledo (1967–1972)
- Visitacion Sanz Gil (1972–1981)
- Inmaculada Gonzalez (1981–2002)
- Maria Pilar Pisonero Pascual (2002–2004)
- Maria Encarnación Lluch Mendieta (2004–)

Gründungen:
- 1927–1999 Zisterzienserinnenkloster Fons Salutis in Algemesí, Provinz Valencia